# 長辻通
長辻通（ながつじどおり）は、京都市内の通りの一つ。南は三条通から北は一条通まで至る。三条通との交差点は渡月橋北詰、一条通との交差点は清凉寺（嵯峨釈迦堂）仁王門前にあたり、通りは京都の景勝地の一つ嵐山の中心部を貫く。観光利用による交通量が人、車両ともに多い。
渡月橋から天龍寺あたりが最も人通りが多い。三条通と丸太町通（新丸太町通）の区間では、近年、秋の観光シーズンに車両の北行一方通行の規制を行う交通社会実験が行われ、その結果、通年で土曜・休日に行われるようになり、2010年3月20日からは路線バスも北行一方通行の規制対象となった。そのため、京都市営バスおよび京都バスのバス路線の当該区間では、土曜・休日ダイヤは北向きのみの運行となっている。
丸太町通以北は車も人も減り、清凉寺（嵯峨釈迦堂）の仁王門に突き当たるまでまっすぐな道が続いている。
嵯峨釈迦堂前から西へ進むと二尊院があり、そこから北へ向かう道は鳥居本を経て愛宕山（愛宕神社）へと続いており、愛宕街道とも呼ばれる。
南は、渡月橋を渡り嵯峨街道となり桂川右岸を南に進む。

## 沿道の主な施設
- 清凉寺（嵯峨釈迦堂）
- 宝筐院
- 京都市立嵯峨小学校
- 京都市右京区役所嵯峨証明書発行センター
- 京都栄養医療専門学校
- 京都嵐山オルゴール博物館
- 天龍寺
- 京福電気鉄道 - 嵐山駅
- 渡月橋

## 交差する道路
- 一条通
- 京都府道50号京都日吉美山線
- 丸太町通（京都市道187号鹿ヶ谷嵐山線）
- 京都府道135号嵯峨嵐山停車場線
- 三条通（京都府道29号宇多野嵐山山田線（新道））